# Соловьёв, Владимир Игоревич
Владимир Игоревич Соловьёв (род. 1976) — российский специалист по искусственному интеллекту, популяризатор анализа данных, машинного обучения и их конкретных приложений, заведующий кафедрой прикладного искусственного интеллекта Московского технического университета связи и информатики (с 2022), руководитель департамента анализа данных и машинного обучения (в 2016—2022), директор по информационным технологиям (в 2011—2016) Финансового университета при Правительстве Российской Федерации, доктор экономических наук, профессор.

## Биография
В. И. Соловьёв родился в Москве 5 декабря 1976 года в семье физика И. А. Соловьёва и экономиста В. В. Соловьёвой.
В 1992 году окончил московскую школу-гимназию № 388, в 1997 году — факультет вычислительной математики и кибернетики Московского государственного университета имени М. В. Ломоносова (по специальности «Прикладная математика»). Во время учёбы занимался нелинейной динамикой, задачами математического моделирования в физике и химической кинетике под руководством профессора Г. Г. Малинецкого и профессора Г. Г. Еленина.
В 2007 году окончил Школу менеджмента IEDC — Bled School of Management (Словения) по программе Finance, в 2013 году — Московскую школу управления «Сколково» по программе «Новые лидеры высшего образования».
С 1990 года работает в области информационных технологий. Работал в технической поддержке, был системным администратором, программировал большие информационные системы, завершил много проектов в области разработки информационных систем и системной интеграции в банках, инвестиционных, производственных, медийных компаниях, университетах и др.
С 1990 по 1994 год занимался применением информационных технологий в рекламе и маркетинге, с 1995 по 2003 год работал руководителем информационно-технологических проектов инвестиционного банка «Ренессанс Капитал», директором по разработке информационных систем и системной интеграции компании Vega Technologies, начальником отдела автоматизированных систем Всероссийской государственной телевизионной и радиовещательной компании, директором департамента информации строительной корпорации «Баркли».
С 1997 года на преподавательской и административной работе в российских вузах: Государственном университете управления, Российском экономическом университете имени Г. В. Плеханова, Московском энергетическом институте (техническом университете) и др. Работал ассистентом, доцентом, профессором, заведующим кафедрой, деканом, проректором. С 2004 года занимается организацией подготовки специалистов по прикладной математике и информатике, а также развитием информационных технологий в университетах.
В 2011—2025 годах работал в Финансовом университете при Правительстве Российской Федерации.
В 2011—2016 годах в должности директора по информационным технологиям Финансового университета реализовал масштабную программу развития информационных технологий в Финуниверситете на фоне его роста с 18 000 до 90 000 студентов в 2012—2013 годах в процессе присоединения Всероссийского заочного финансово-экономического института, Всероссийской государственной налоговой академии, Государственного университета Минфина России и нескольких других образовательных учреждений. За реализацию программы ИТ-трансформации Финансового университета получил премию CEEMAN Champion Award Ассоциации развития менеджмента CEEMAN и премию ректора Финансового университета. Реализованные в рамках этой программы проекты трижды (в 2013, 2014 и 2015 годах) побеждали в конкурсе «Проект года» Официального портала ИТ-директоров России Global CIO.
В 2012—2014 годах — научный руководитель факультета прикладной математики и информационных технологий Финуниверситета (по совместительству). В 2014 году пригласил на основную работу в этой должности известного российского ИТ-директора и общественного деятеля в области информационных технологий Б. Б. Славина.
В 2011—2013 годах — профессор кафедры прикладной математики, в 2013—2016 годах — профессор кафедры бизнес-информатики, в 2016—2021 годах — профессор департамента анализа данных, принятия решений и финансовых технологий, в 2021—2024 годах — профессор департамента анализа данных и машинного обучения, в 2024—2025 годах — профессор кафедры искусственного интеллекта Финансового университета.
В 2016 году назначен руководителем департамента анализа данных, принятия решений и финансовых технологий Финуниверситета. В этой роли занимался преобразованием математического и ИТ-образования в Финуниверситете, перенеся основной фокус с обеспечения учебного процесса на разработку интеллектуальных сервисов, основанных на технологиях машинного обучения, обработки данных и интернета вещей, которую департамент анализа данных, принятия решений и финансовых технологий ведет в интересах реальных заказчиков, среди которых Сбербанк России, Банк ВТБ, Газпромбанк, РЖД, Ингосстрах, УК «Альфа-Капитал» и др. С 2016 года департамент реализовал множество проектов в области создания интеллектуальных роботизированных систем для торговли на финансовых рынках, самообучающихся интеллектуальных помощников для обработки неструктурированных данных, эмпатических чат-ботов, цифровой трансформации производственных предприятий и др. Разработанная под руководством В. И. Соловьёва интеллектуальная система мониторинга вовлечённости студентов на основе анализа видеопотоков из аудиторий в 2018 году победила в конкурсе «Проект года» Официального портала ИТ-директоров России Global CIO. В 2020 году департамент разделился на два: департамент математики, который под руководством С. А. Зададаева продолжает развитие современного математического образования в Финансовом университете, и департамент анализа данных и машинного обучения, сфокусированный на разработке передовых интеллектуальных информационных систем для реальных заказчиков с участием преподавателей и студентов. Этим департаментом В. И. Соловьев руководил до 2022 года.
В 2021—2022 годах работал деканом факультета информационных технологий и анализа больших данных Финуниверситета.
В период работы В. И. Соловьева руководителем департамента и деканом Финансовый университет вошел в рейтинг вузов по качеству подготовки специалистов в области искусственного интеллекта, подготовленный Альянсом в сфере искусственного интеллекта (2023 год, группа C++, 11—12-е место), в рейтинг лучших вузов России RAEX в предметной группе «Математика» (2022 год, 20-е место), в премьер-лигу Предметного национального агрегированного рейтинга по направлению «Математика и механика» (2022 год), в предметный рейтинг публикационной активности/научной продуктивности российских университетов
Аналитического центра «Эксперт» по направлениям: «Математика» (2021 год — 26-е место, 2022 год — 26—27-е место), «Искусственный интеллект» (2021 год — 30—31-е место, 2022 год — 32—33-е место), «Компьютерные науки» (2021 год — 39—40-е место, 2022 год — 34—35-е место), «Инженерные науки» (2021 год — 40-е место, 2022 год — 40—42-е место), в мировой рейтинг RUR World University Ranking по направлению «Технические науки» (2020 год — 574-е место в мире, 2021 год — 554-е место в мире, 28-е место в России), в рейтинг лучших российских вузов в области естественно-математических наук и инженерно-технической сфере агентства RAEX при поддержке Фонда Андрея Мельниченко (2021 год — 15-е место по направлению естественно-математических наук, 54-е место по инженерно-техническому направлению), в предметный рейтинг QS University Rankings by Subject 2020 в предметной области «Компьютерные науки» (2020 год — 1281-е место, 2021 год — 1249-е место, 2022 год — 1183-е место), в рейтинг RAEX «Лучшие вузы России в сфере информационных технологий» (2019 год — 12-е место).
С 2022 года работает заведующим кафедрой прикладного искусственного интеллекта в Московском техническом университете связи и информатики.
В 2022 году основал компанию «ЦИАРС» — российского разработчика технологий искусственного интеллекта и основанных на них технологических решений. C 2022 по 2024 год работал в ней генеральным директором и заведующим лабораторией искусственного интеллекта и интеллектуальной робототехники.
В 1997 году начал заниматься экономико-математическим моделированием, вначале в финансах, затем в макро- и микроэкономике, с 1999 года — применением методов многомерного статистического анализа и машинного обучения в прикладных задачах экономики и финансов, с 2017 года — интеллектуальными системами интернета вещей, с 2020 года компьютерным зрением и интеллектуальной робототехникой.
В 2001 году в Государственном университете управления защитил кандидатскую диссертацию, посвященную стохастическому моделированию макроэкономических процессов. В 2011 году в Центральном экономико-математическом институте Российской академии наук защитил докторскую диссертацию, в которой было представлено теоретико-игровое моделирование конкуренции коммерческого и открытого программного обеспечения.
В 2019 году В.И. Соловьеву было присвоено ученое звание доцента по специальности 08.00.13 «Математические и инструментальные методы экономики», в 2023 году — ученое звание профессора по специальности 5.2.2 «Математические, статистические и инструментальные методы экономики».
Опубликовал в России и за рубежом более 200 работ в научных и профессиональных изданиях. Индекс Хирша в Scopus / Web of Science: 13 / 6,,,.
В 2005 году стал лауреатом конкурса «Грант Москвы в области наук и технологий в сфере образования» (по разделу «Математика»), в 2009 году получил грант Президента Российской Федерации для государственной поддержки молодых российских учёных (по разделу «Общественные и гуманитарные науки»), в 2010 году — третью премию имени профессора Б. Л. Овсиевича (за фундаментальные экономико-математические исследования, выполненные в России), в 2019 году награждён Почётной грамотой Министерства науки и высшего образования Российской Федерации.
Имеет взрослую дочь, воспитывает дочь и сына.

## Научная работа
Область научных интересов В. И. Соловьёва — большие языковые модели, компьютерное зрение, интеллектуальная робототехника и другие прикладные задачи анализа данных и машинного обучения в промышленности, сельском хозяйстве, финансах, маркетинге.
В последние годы В. И. Соловьёв занимается прикладными исследованиями в области искусственного интеллекта, направленными на создание информационных систем, обеспечивающих поддержку принятия решений на основе технологий машинного обучения. Под руководством В. И. Соловьёва были разработаны системы интеллектуального управления активами, основанные на автоматическом распознавании моментов разворота рыночных трендов, системы обогащения данных кредитного скоринга, системы интернета вещей и др.,,,,
Разработанные системы прогнозирования состояний финансовых рынков с использованием современных технологий машинного обучения, в том числе сверточных и генеративно-состязательных нейронных сетей, обучения с подкреплением, скользящих окон, доведены до программной реализации и внедрены в реальные торговые стратегии.
Внедренная в Финансовом университете система обработки видеопотоков с установленных в учебных аудиториях камер, позволяет визуализировать агрегированные данные и средствами машинного обучения измерять уровень вовлеченности студентов в учебный процесс. Облачный сервис позволяет администрации учебного заведения оперативно получить данные по динамике изменения вовлеченности групп студентов в ходе семестра, а преподавателям анализировать эффективность применяемых образовательных технологий.
Ранее В. И. Соловьёв построил и исследовал комплекс экономико-математических моделей поведения участников рынка информационных технологий, учитывающих не только стандартные свойства интеллектуальных товаров (нематериальность, идемпотентность операции сложения и наличие института защиты авторских прав), но и свойства программного обеспечения, отличающие его от других интеллектуальных товаров (невозможность использования без комплементарных аппаратных средств и способность выступать в качестве интеллектуального средства труда), а также возможности применения на данном рынке специфических бизнес-моделей: продажи лицензий на проприетарное программное обеспечение, бесплатного распространения открытого и свободного программного обеспечения (с извлечением доходов от оказания дополнительных услуг), открытого распространения части программных продуктов (состоящих из ядра и расширений), предложения программного обеспечения как услуги, облачных вычислений. На основе анализа построенных моделей были получены выводы о динамике конкуренции, конкурентном равновесии, а также об оптимальных стратегических и тактических решениях участников рынка программного обеспечения.
Также В. И. Соловьёв получил ряд важных результатов в области стохастического моделирования макроэкономических процессов.
В. И. Соловьёв выполнял научно-исследовательские работы по заказу Правительства Российской Федерации, Министерства образования и науки Российской Федерации, Министерства экономического развития Российской Федерации, Центрального Банка Российской Федерации, Пенсионного фонда Российской Федерации, Национального фонда подготовки кадров, коммерческих банков и инвестиционных компаний, производственных предприятий, торговых сетей, университетов, выступал научным руководителем работ, руководителем разделов, исполнителем.

## Учебная и методическая работа
В. И. Соловьёв с 1997 года преподает искусственный интеллект и машинное обучение студентам ведущих российских университетов. C 2002 года ведет курсы по искусственному интеллекту и управлению данными на программах MBA в Национальном исследовательском университете «Высшая школа экономики», Российском экономическом университете имени Г. В. Плеханова, Финансовом университете при Правительстве Российской Федерации и других бизнес-школах.
В последние годы сконцентрировался на преподавании дисциплин в области обработки и анализа данных. Разработал и преподает оригинальные учебные дисциплины «Введение в науки о данных», «Прикладные задачи машинного обучения в экономике», «Системы искусственного интеллекта», «Оптимизационные задачи в машинном обучении», «Компьютерное зрение», «Анализ данных в экономике», «Финтех: Инструментарий и модели бизнеса».

## Публикации
Всего В. И. Соловьёв имеет более 200 публикаций, среди которых 10 монографий, 20 учебников и учебных пособий, статьи в ведущих российских и зарубежных научных и профессиональных изданиях.

## Диссертации
- Соловьёв В. И. Стохастическое моделирование макроэкономических процессов: Автореферат дисс. … канд. экон. наук: Специальность 08.00.13 «Математические и инструментальные методы экономики»: Научный руководитель В. А. Колемаев. — М.: ГУУ, 2001. — 19 с.
- Соловьёв В. И. Математическое моделирование рынка программного обеспечения: Автореферат дисс. … д-ра экон. наук. Специальность 08.00.13 «Математические и инструментальные методы экономики». — М.: ЦЭМИ РАН, 2011. — 36 с.

## Избранные монографии
- Соловьёв В. И., Макрушин С. В., Феклин В. Г. и др. Парадигмы цифровой экономики: Технологии искусственного интеллекта в финансах и финтехе / Под ред. М.А. Эскиндарова и В. И. Соловьёва. — М.: Когито-Центр, 2019. — 325 с. — ISBN 978-5-89353-550-1.
- Абдикеев Н. М., Богачёв Ю. С., Лосев А. А., Морева Е. Л., Октябрьский А. М., Соловьёв В. И., Толкачев С. А., Тютюкина Е. Б., Тютюнник И. Г. Методы и модели использования цифровых платформ обеспечения эффективного функционирования цепочек добавленной стоимости в промышленности. — М.: Русайнс, 2019. — 160 с. — ISBN 978-5-4365-4539-4.

- Соловьёв В. И. Стратегия и тактика конкуренции на рынке программного обеспечения: Опыт экономико-математического моделирования. — М.: Вега-Инфо, 2010. — 200 с. — ISBN 978-5-91590-010-2.

- Соловьёв В. И. Экономико-математическое моделирование рынка программного обеспечения. — М.: Вега-Инфо, 2009. — 176 с. — ISBN 978-5-91590-005-8.

- Соловьёв В. И. Математическое моделирование инструментов управления инновационными рисками в рыночной инфраструктуре. — М.: Институт проблем рынка РАН, 2006. — 112 с. — ISBN 978-5-9900461-3-8.

## Избранные учебники и учебные пособия
- Лаврушин О. И., Соловьёв В. И., Косарев В. Е., Гобарева Я. Л., Добриднюк С. Л., Золотарюк А. В., Макрушин С. В., Соколинская Н. Э. Основы банковских информационных систем и технологий (СПО): Учебник / Под ред. О. И. Лаврушина и В. И. Соловьёва. — М.: КНОРУС, 2023. — 528 с. — ISBN 978-5-406-10925-0.
- Лаврушин О. И., Соловьёв В. И., Косарев В. Е., Гобарева Я. Л., Добриднюк С. Л., Золотарюк А. В., Макрушин С. В., Соколинская Н. Э. Банковские информационные системы и технологии: Учебник / Под ред. О. И. Лаврушина и В. И. Соловьёва. — М.: КНОРУС, 2020. — 528 с. — ISBN 978-5-406-07240-0.
- Соловьёв В. И. Анализ данных в экономике: Теория вероятностей, прикладная статистика, обработка и визуализация данных в Microsoft Excel: Учебник. — М.: КНОРУС, 2019. — 504 с. — ISBN 978-5-406-06940-0.
- Калинина В. Н., Соловьёв В. И. Анализ данных: Компьютерный практикум: Учебное пособие. — М.: КНОРУС, 2016. — 168 с. — ISBN 978-5-406-04895-5.

- Колемаев В. А., Соловьёв В. И., Карандаев И. С. и др. Методы оптимальных решений: Практикум. — М.: КНОРУС, 2016. — 200 с. — ISBN 978-5-406-04918-1. Архивировано 24 октября 2016 года.
- Соловьёв В. И. Финансовая математика: Учебное пособие. — М.: КНОРУС, 2016. — 176 с. — ISBN 978-5-406-04961-7. Архивировано 24 октября 2016 года.
- Соловьёв В. И. Методы оптимизации: Учебник. — М.: Вега-Инфо, 2013. — 364 с. — ISBN 978-5-91590-018-8.
- Соловьёв В. И. Методы оптимальных решений: Учебное пособие. — М.: Финансовый университет при Правительстве Российской Федерации, 2012. — 162 с. — ISBN 978-5-7942-0987-7.
- Соловьёв В. И. Финансы предприятий и домашних хозяйств: Учебное пособие. — М.: Вега-Инфо, 2010. — 168 с. — ISBN 978-5-91590-007-2.

- Калинина В. Н., Соловьёв В. И. Компьютерный практикум по прикладной статистике и основам эконометрики: Учебное пособие. — М.: Вега-Инфо, 2010. — 132 с. — ISBN 978-5-91590-009-6.

- Колемаев В. А., Соловьёв В. И., Карандаев И. С. и др. Практикум по исследованию операций в экономике: Учебное пособие. — М.: Вега-Инфо, 2010. — 196 с. — ISBN 978-5-91590-008-9.

- Колемаев В. А.,  Гатауллин Т. М., Соловьёв В. И. и др. Математические методы и модели исследования операций: Учебник. — М.: ЮНИТИ-ДАНА, 2008. — 592 с. — ISBN 978-5-238-01325-1.

- Соловьёв В. И. Математические методы управления рисками: Учебное пособие. — М.: ГУУ, 2003. — 100 с. — ISBN 978-5-215-01541-4.

- Калинина В. Н., Соловьёв В. И. Введение в многомерный статистический анализ: Учебное пособие. — М.: ГУУ, 2003. — 66 с. — ISBN 978-5-215-01514-7.

- Карандаев И. С.,  Малыхин В. И., Соловьёв В. И. Прикладная математика: Учебное пособие. — М.: ИНФРА-М, 2002. — 256 с. — ISBN 978-5-16-001235-4.

## Избранные статьи
- Комарова Л. А., Колосов А. М., Соловьёв В. И. Сопоставление векторных представлений вакансий и резюме с использованием больших языковых моделей // International Journal of Open Information Technologies. — 2025. — Т. 13. — № 2. — С. 56—66.
- Sun X., He L., Jiang H., Li R., Mao W., Zhang D., Majeed Y., Andriyanov N., Soloviev V., Fu L. Morphological estimation of primary branch length of individual apple trees during the deciduous period in modern orchard based on PointNet++ // Computers and Electronics in Agriculture. — 2024. — Vol. 220. — Article 108873.
- Ахмад А., Ющенко А. С., Соловьёв В. И. Управление положением подводного робота с волнообразным движителем с использованием сквозного глубокого обучения с подкреплением // Робототехника и техническая кибернетика. — 2024. — Т. 12. — № 1. — С. 36—45.
- Комарова Л. А., Соловьев В. И., Колосов А. М. Сравнение языковых моделей в задаче извлечения навыков из резюме // Современные информационные технологии и ИТ-образование. — 2024. — Т. 20. — № 1. — С. 157—163.
- Шаталова А. Ю., Соловьёв В. И. Оптимизация затрат на доставку грузов транспортной компании в условиях неопределенности // Инновации и инвестиции. — 2024. — № 3. — С. 501—504.
- Wu Zh., Sun X., Jiang H., Mao W., Li R., Andriyanov N., Soloviev V., Fu L. NDMFCS: An automatic fruit counting system in modern apple orchard using abatement of abnormal fruit detection // Computers and Electronics in Agriculture. — 2023. — Vol. 211. — Article 180036.
- Соловьёв В. И., Макрушин С. В. Какой искусственный интеллект нам нужен? // Открытые системы. СУБД. — 2023. — № 3. — С. 31—33.
- Соловьёв В. И. ChatGPT – прорыв или хайп? // Открытые системы. СУБД. — 2023. — № 1. — С. 41—45.
- Ахмад А., Андриянов Н. А., Соловьёв В. И., Соломатин Д. А. Применение глубокого обучения для аугментации и генерации подводного набора данных с промышленными объектами // Вестник ЮУрГУ. Серия «Компьютерные технологии, управление, радиоэлектроника». — 2023. — Т. 23. — № 2. — С. 5—16.
- Хорт Д. О., Кутырев А. И., Смирнов И. Г., Моисеев Г. В., Соловьёв В. И. Управление движением сельскохозяйственной автономной роботизированной платформы // Сельскохозяйственные машины и технологии. — 2023. — Т. 17. — № 1 (103). — С. 25—34.
- Калашников В. А., Соловьёв В. И. Приложения компьютерного зрения в горнодобывающей промышленности // Прикладная информатика. — 2023. — Т. 18. — № 1 (103). — С. 4—21.
- Калашников В. А., Соловьёв В. И. Применение глубокого обучения для сегментации камней на конвейерах и складах горнодобывающих предприятий // Прикладная информатика. — 2023. — Т. 18. — № 4 (106). — С. 40—47.
- Соловьёв В. И., Никитин П. В., Джума В. И., Егоров С. А., Жолобов О. А. Применение машинного обучения для оценки стоимости навыков в заработной плате, предлагаемой соискателям работодателями // Инновации и инвестиции. — 2023. — № 12. — С. 314—318.
- Шаталова А. Ю., Соловьёв В. И. Решение экономических задач оптимизации методами математического программирования // РИСК: Ресурсы, Информация, Снабжение, Конкуренция. — 2023. — № 1. — С. 104—112.
- Феклин В. Г., Соловьёв В. И., Корчагин С. А., Царегородцев А. В. Методы машинного обучения в задачах контроля криптовалютных транзакций // Вопросы кибербезопасности. — 2023. — № 4 (56). — С. 2—11.
- Andriyanov N., Khasanshin I., Utkin D., Gataullin T., Ignar S., Shumaev V., Soloviev V. Intelligent system for estimation of the spatial position of apples based on YOLOv3 and RealSense depth camera D415 // Symmetry. — 2022. — Vol. 14. — No 1. — Article 148.
- Моисеев Г. В., Соловьёв В. И., Феклин В. Г., Тань Л., Хо Ц. Состав, структура, функции и алгоритмы управления сельскохозяйственной роботизированной платформой // Вестник Технологического университета. — 2022. — Т. 25. — № 5. — С. 94—98.
- Barotov D. N., Soloviev V., Feklin V., Barotov R. N., Muzafarov D., Ergashboev T., Egamov K. The development of suitable inequalities and their application to systems of logical equations // Mathematics. — 2022. — Vol. 10. — No 11. — Article 1851.
- Soloviev V., Feklin V. Non-life insurance reserve prediction using LightGBM classification and regression models ensemble // Studies in Systems, Decision and Control. — 2022. — Vol. 417. — P. 181—188.
- Ivanyuk V., Tsvirkun A., Soloviev V., Feklin V., Sunchalina, A., Kravchenko, O. Forecasting financial time series based on the ensemble method // Proceedings of 2022 15th International Conference «Management of Large-Scale System Development», MLSD 2022. — Piscataway, USA: IEEE. — 2022. — Article 9933994.
- Соловьёв В. И., Конторович В. К., Феклин В. Г., Лавров Д. А. Контроль за совершением правонарушений в сфере криптовалют // РИСК: Ресурсы, Информация, Снабжение, Конкуренция. — 2022. — № 4. — С. 156—160.
- Соловьёв В. И., Конторович В. К., Феклин В. Г., Плешакова Е. С., Лавров Д. А. Контроль оборота цифровых финансовых активов в целях противодействия коррупции // РИСК: Ресурсы, Информация, Снабжение, Конкуренция. — 2022. — № 4. — С. 166—170.
- Соловьёв В. И., Конторович В. К., Феклин В. Г. О возможности осуществления контроля за оборотом цифровых финансовых активов // Проблемы экономики и юридической практики. — 2022. — Т. 18. — № 5. — С. 242—247.
- Бурякова А. О., Варнавский А. В., Иванова П. В., Коровин Д. И., Соловьёв В. И. Регулирование оборота цифровых финансовых активов на международном уровне // Проблемы экономики и юридической практики. — 2022. — Т. 18. — № 5. — С. 235—241.
- Eskindarov M., Soloviev V., Anosov A., Ivanov M. University Web-environment readiness for online learning during COVID-19 pandemic: Case of Financial University // Lecture Notes in Computer Science. — 2021. — Vol. 12951. — P. 708—717.
- Sebyakin A., Soloviev V., Zolotaryuk A. Spatio-temporal deepfake detection with deep neural networks // Lecture Notes in Computer Science. — 2021. — Vol. 12645. — P. 78—94.
- Ivanyuk V., Soloviev V. Neural network model for the multiple factor analysis of economic efficiency of an enterprise // Lecture Notes in Computer Science. — 2021. — Vol. 12855. — P. 278—289.
- Ivanyuk V., Slovesnov E., Soloviev V. Credit risk assessment in the banking sector based on neural network analysis // Lecture Notes in Computer Science. — 2021. — Vol. 12855. — P. 267—277.
- Kuznetsova A., Maleva T., Soloviev V. YOLOv5 versus YOLOv3 for Apple Detection // Studies in Systems, Decision and Control. — 2021. — Vol. 338. — P. 349—358.
- Kuznetsova A., Maleva T., Soloviev V. Using YOLOv3 algorithm with pre- and post-processing for apple detection in fruit-harvesting robot // Agronomy. — 2020. — Vol. 10. — No 7. — Article 1016.
- Kuznetsova A., Maleva T., Soloviev V. Detecting apples in orchards using YOLOv3 and YOLOv5 in general and close-up images // Lecture Notes in Computer Science. — 2020. — Vol. 12557. — P. 233—244.
- Kuznetsova A., Maleva T., Soloviev V. Detecting apples in orchards using YOLOv3 // Lecture Notes in Computer Science. — 2020. — Vol. 12249. — P. 923—934.
- Soloviev V., Titov N., Smirnova E. Coking coal railway transportation forecasting using ensembles of ElasticNet, LightGBM, and Facebook Prophet // Lecture Notes in Computer Science. — 2020. — Vol. 12566. — P. 181—190.
- Monastyrskaya M. M., Soloviev V. I. Improving customer relationship management based on intelligent analysis of user behavior patterns // Proceedings of 2020 13th International Conference «Management of Large-Scale System Development», MLSD 2020. — Piscataway, USA: IEEE. — 2020. — Article 9247718.
- Кузнецова А. А., Малева Т. В., Соловьёв В. И. Использование алгоритма YOLOv3 с процедурами пред- и постобработки для обнаружения плодов роботом для сбора яблок // Прикладная информатика. — 2020. — Т. 15. — № 4 (88). — С. 64—74.
- Кузнецова А. А., Малева Т. В., Соловьёв В. И. Применение сверточных нейронных сетей для обнаружения плодов роботами для сбора урожая // Международный сельскохозяйственный журнал. — 2020. — № 5. — С. 70—75.
- Кузнецова А. А., Малева Т. В., Соловьёв В. И. Применение детерминированных методов и классических алгоритмов машинного обучения для обнаружения плодов роботами для сбора урожая // Международный сельскохозяйственный журнал. — 2020. — № 4. — С. 71—74.
- Соловьёв В. И., Феклин В. Г., Жукова А. С. Двухэтапная модель машинного обучения с использованием деревьев LightGBM для прогнозирования страховых резервов // Известия высших учебных заведений. Серия «Экономика, финансы и управление производством». — 2020. — № 2(44). — С. 51—55.
- Соловьёв В. Видеоаналитика для измерения качества обслуживания // Открытые системы. СУБД. — 2020. — № 1. — С. 26—27.
- Соловьёв В. И., Феклин В. Г. Современные подходы к измерению качества обслуживания клиентов на основе искусственного интеллекта // РИСК: Ресурсы, Информация, Снабжение, Конкуренция. — 2019. — № 4. — С. 213—216.
- Соловьёв В. И., Феклин В. Г. Автоматизированная система анализа удовлетворенности граждан качеством предоставления государственных и муниципальных услуг на основе видеоаналитики // Известия высших учебных заведений. Серия: Экономика, финансы и управление производством. — 2019. — № 4 (42). — С. 108—114.
- Соловьёв В. И., Титов Н. А., Смирнова Е. К., Мартышкин Р. В., Кудияров С. П. Прогнозирование перевозок энергетического угля по малым данным // РИСК: Ресурсы, Информация, Снабжение, Конкуренция. — 2019. — № 4. — С. 217—224.
- Соловьёв В. И., Смирнова Е. К., Попова Е. В., Замковой А. А., Титов Н. А. Прогнозирование железнодорожных перевозок коксующегося угля // РИСК: Ресурсы, Информация, Снабжение, Конкуренция. — 2019. — № 4. — С. 24—30.
- Ivanyuk, V., Soloviev, V. Efficiency of neural networks in forecasting problems // Proceedings of 2019 12th International Conference «Management of Large-Scale System Development», MLSD 2019. — Piscataway, USA: IEEE. — 2019. — P. 1-4.
- Soloviev V. Fintech ecosystem and landscape in Russia // Journal of Reviews on Global Economics. — 2018. — Vol. 7. — Special Issue. — Banking System and Financial Markets of Russia and other Countries: Problems and Prospects. — P. 377—390.
- Soloviev V. Fintech ecosystem in Russia // Proceedings of 2018 11th International Conference «Management of Large-Scale System Development», MLSD 2018. — Piscataway, USA: IEEE, 2018. — P. 1—5.
- Elizarov M., Ivanyuk V., Soloviev V., Tsvirkun A. Identification of high-frequency traders using fuzzy logic methods // Proceedings of 2017 10th International Conference «Management of Large-Scale System Development», MLSD 2017. — Piscataway, USA: IEEE. — 2017. — P. 1-4.
- Radosteva M., Soloviev V., Ivanyuk V., Tsvirkun A. Use of neural network models in market risk management // Advances in Systems Science and Applications. — 2018. — Vol. 18. — No. 2. — P. 53—58.
- Соловьёв В., Куклина Д., Славгородский А., Пухов И., Титко М. Мониторинг вовлеченности студентов в учебный процесс // Открытые системы. СУБД. — 2018. — № 2. — С. 28—30.
- Волкова Е. С., Гисин В. Б., Соловьёв В. И. Современные подходы к применению методов интеллектуального анализа данных в задаче кредитного скоринга // Финансы и кредит. — 2017. — Т. 23. — № 34(754). — С. 2044—2060.
- Волкова Е. С., Гисин В. Б., Соловьёв В. И. Методы теории нечетких множеств в кредитном скоринге // Финансы и кредит. — 2017. — Т. 23. — № 35(755). — С. 2088—2106.
- Volkova E. S., Gisin V. B., Solov’ev V. I. Data mining techniques: Modern approaches to application in credit scoring // Дайджест-финансы. — 2017. — Т. 22. — № 4. — С. 400—412.
- Лосев А. А., Соловьёв В. И., Сунчалин А. М. Система индикаторов эффективности импортозамещения // Российский внешнеэкономический вестник. — 2017. — № 4. — С. 55—70.
- Соловьёв В. И., Щедрина А. М. Моделирование конкуренции на рынке интернет-сервисов: От конкуренции продуктов к конкуренции моделей управления // Экономика и управление: Проблемы, решения. — 2017. — Т. 4. — № 3. — С. 178—183.
- Славин Б., Соловьёв В. Управление компетенциями как ресурсами // Проблемы теории и практики управления. — 2015. — № 9. — С. 72-78.
- Соловьёв В. Есть ли свет в конце тоннеля? // IT Manager. — 2013. — № 12. — С. 42—45.
- Соловьёв В. Бизнес-модели, ИТ-стратегии и трансформация университетов // Intelligent Enterprise / RE. — 2013. — № 11—12. — С. 76—80.
- Соловьёв В. И., Задорожная Т. М. Эконометрическое моделирование кредитных рейтингов российских публичных нефинансовых предприятий // Экономика. Налоги. Право. — 2013. — № 1. — С. 12—20.
- Соловьёв В. И. Эффективность облачных ИТ-услуг при случайном спросе // Вестник Финансового университета. — 2013. — № 1 (73). — С. 120—123.
- Соловьёв В. И. Экономическое стимулирование производства и приобретения непищевых товаров, не оказывающих негативного воздействия на окружающую среду // Вестник Российской академии естественных наук. 2012. — № 6. — С. 62—63.
- Соловьёв В. И. Эффективность моделей бизнеса на рынке информационных технологий // Эффективное антикризисное управление. — 2011. — № 6. — С. 42—51.
- Soloviev V., Iliina N., Kurochkin P. Hardware vendors, proprietary and open source software developers and pirates co-opetition // ALIO/INFORMS Joint International Meeting 2010: Program and Abstracts: June 6—9, 2010, Buenos Aires, Argentina. — Baltimore, USA: Institute for Operations Research and the Management Sciences. — P. 128.
- Soloviev V. I., Iliina N. A., Kurochkin P. A. Competition of hardware manufacturers, proprietary and free software developers, and pirates // Generating Innovative Solutions to Recurring Problems in the Global Business Environment: A Multi-, Inter-, and Transdisciplinary Approach to Formulating and Maintaining a Competitive Organizational Edge: Global Business and Technology Association Twelfth Annual International Conference: Readings Book: July 5—9, 2010, Kruger National Park Vicinity, South Africa. — NY., USA: GBATA, 2010. — P. 843—850.
- Soloviev V., Iliina N., Kurochkin P. Impact of piracy on competition of hardware manufacturers, proprietary and free software developers // 7th International Conference on Computational Management Science: Abstract Book: July 28—31, 2010, Vienna, Austria. — Vienna, Austria: Vienna University, 2010. — P. 32—33.
- Soloviev V., Iliina N., Kurochkin P. Equilibrium in a market of computer hardware, proprietary, free and pirated software // Operations Research 2010: Mastering Complexity: International Conference: Program and Abstracts: September 1—3, 2010, Munich, Germany. — Munich, Germany: Universitaet der Bundeswehr Muenchen, 2010. — P. 45.
- Соловьёв В. И. Выбор оптимальной модели бизнеса на монопольном рынке программного обеспечения как услуги // Микроэкономика. — 2010. — № 6. — С. 82—93.
- Соловьёв В. И. Моделирование решений производителей аппаратного и программного обеспечения о выпуске новых поколений и версий продуктов // Экономика, статистика и информатика. Вестник УМО. — 2010. — № 6. — С. 210—212.
- Соловьёв В. И., Зазук А. В., Курочкин П. А. Инновационные бизнес-модели в медиаиндустрии // Полиграфист: В помощь руководителю и главному бухгалтеру. — 2010 — № 4. — С. 30—35.
- Соловьёв В. И., Ильина Н. А. Равновесие Штакельберга в модели взаимодействия производителей аппаратного и программного обеспечения // Научно-технические ведомости Санкт-Петербургского государственного политехнического университета. — Информатика. Телекоммуникации. Управление. — 2010 — № 6. — С. 92—104.
- Соловьёв В. И., Ильина Н. А., Курочкин П. А. Влияние пиратства на рыночное взаимодействие производителей аппаратного и программного обеспечения // Вестник университета / ГУУ. — 2010. — № 19. — С. 142—150.
- Соловьёв В. И., Долгих Е. В., Курочкин П. А., Зазук А. В. Статистика рынка информационных технологий // Вестник университета / ГУУ. — 2010. — № 19. — С. 150—157.
- Soloviev V. I., Kurochkin P. A., Rendiuk A. V., Zazuk A. V. Innovative business models in the media industry// Annales Universitatis Apulensis, Series Oeconomica. — 2010. — V. 12. — № 2. — P. 692—697.
- Соловьёв В. И. Оптимальный момент выпуска новой версии программного обеспечения разработчиком-монополистом // Вестник университета / ГУУ. — 2010. — № 24. — C 383—386.
- Соловьёв В. И. Программное обеспечение как товар // Вестник университета / ГУУ. — 2010. — № 24. — C 436—438.
- Soloviev V. I. Standards competition and cooperation at the computer hardware and software market // Business Strategies and Technological Innovations for Sustainable Development: Creating Global Prosperity for Humanity: Global Business and Technology Association Eleventh International Conference: Readings Book: July 7—11, 2009, Prague, Czech Republic. — NY., USA: GBATA, 2009. — P. 1087—1093.
- Soloviev V. I. Competition of commercial and free software at the growing market // Sustainable Development through Technological Change: The Sixth International Conference on Management of Technological Changes (MTC—2009): Proceedings: September 3—5, 2009, Alexandroupolis, Greece. — Xanthi, Greece: Democritus University of Thrace, 2009. — P. 806—811.
- Soloviev V. I. Mathematical modelling of co-opetition at the modern IT market // 2009 International Conference on Management Science and Engineering: 16th Annual Conference Proceedings: September 14—16, 2009, Moscow, Russia. — Piscataway, USA: IEEE, 2009. — P. 1107—1109.
- Soloviev V. I., Iliina N. A., Samoyavcheva M. V. Cournot equilibrium in a model of hardware and software manufacturers' interaction // Annales Universitatis Apulensis, Series Oeconomica. — 2009. — V. 11. — № 1. — P. 43—53.
- Соловьёв В. И., Ильина Н. А., Самоявчева М. В. Равновесие Курно в модели взаимодействия производителей аппаратного и программного обеспечения на рынке информационных технологий // Вестник университета / ГУУ. — 2009. — № 33. — С. 418—427.
- Соловьев В. И. Динамическая модель конкуренции операционных систем Microsoft Windows и Linux // Вестник университета / ГУУ. — 2009. — № 33. — С. 405—418.
- Soloviev V. I. Duopoly of Linux and Microsoft as competing server operating systems // Evolution and Revolution in the Global Knowledge Economy: Enhancing Innovation and Competitiveness Worldwide: Global Business and Technology Association Tenth International Conference: Readings Book: July 8—12, 2008, Madrid, Spain. — NY., USA: GBATA, 2008. — P. 1041—1044.
- Soloviev V. I. Mathematical modelling of strategic commitments and piracy in Windows / Linux competition // 2008 International Conference on Management Science and Engineering: 15th Annual Conference Proceedings: September 10—12, 2008, Long Beach, USA. — Piscataway, USA: IEEE, 2008. — P. 10—12.
- Соловьёв В. И. Асимметрия информации на рынке лицензионного и нелицензионного программного обеспечения // Образование. Наука. Научные кадры. — 2008. — № 2. — С. 24—27.
- Соловьёв В. И. Реальные опционы как инструмент оценки эффективности инновационных проектов // Вестник университета / ГУУ. — 2007. — № 1 (19). — С. 320—329.
- Соловьёв В. И. Принцип максимума Понтрягина в задачах оптимального управления распределёнными системами, подчиняющимися уравнениям в частных производных // Вестник университета / ГУУ. — 2005. — № 1 (10). — С. 71—80.
- Соловьёв В. И. Обобщенный принцип максимума как необходимое условие оптимальности в распределенной задаче оптимального управления с ограничениями в частных производных // Обозрение прикладной и промышленной математики. — 2004. — Т. 11. — № 1. — С. 120—122.
- Соловьёв В. И., Долматов Е. С. Энтропия как индикатор кризисных явлений на валютных рынках // Вестник университета / ГУУ. — Информационные системы управления. — 2001. — № 1(3). — С. 245—250.
- Soloviev V. I. Macroeconomic dynamics: Stochastic approach // Обозрение прикладной и промышленной математики. — 2001. — Т. 8. — № 1. — С. 386—387.
- Соловьёв В. И. Неопределённость состояния экономики страны при управлении ею как одним сектором // Вестник университета / ГУУ. — Информационные системы управления. — 2000. — № 1. — С. 98—104.
- Соловьёв В. И. Стохастическая модель национальной экономики // Обозрение прикладной и промышленной математики. — 2000. — Т. 7. — № 2. — С. 529—530.
- Соловьёв В. И. Вычисление энтропии динамики обменных курсов по статистическим данным // Обозрение прикладной и промышленной математики. — 2000. — Т. 7. — № 2. — С. 421—422.
- Соловьёв В. И. Современные подходы к учёту случайности, неопределённости и риска при анализе макроэкономических процессов // Вестник университета / ГУУ. — Информационные системы управления. — 2000. — № 3. — С. 228—247.
- Соловьёв В. И., Гостомельский А. В. Инвестиции, банки и автоматизация // Банковские технологии. — 1997. — № 9. — С. 27—31.

## Подготовленные доктора наук
- Славин Б. Б. Теоретические основы и инструментальная поддержка технологий коллективного интеллекта в управлении организацией: Автореферат дисс. … д-ра экон. наук: Специальность 08.00.13 «Математические и инструментальные методы экономики»: Научный консультант В. И. Соловьев. — М.: Финуниверситет, 2020.

## Подготовленные кандидаты наук
- Коржнев С. В. Моделирование взаимодействия инвестора и доверительного управляющего на финансовых рынках: Автореферат дисс. … канд. экон. наук: Специальность 08.00.13 «Математические и инструментальные методы экономики»: Научный руководитель В. И. Соловьев. — М.: Финуниверситет, 2021.
- Тарасов А. А. Использование интервальных оценок экономическими агентами в процессе выбора: Автореферат дисс. … канд. экон. наук: Специальность 08.00.13 «Математические и инструментальные методы экономики»: Научный руководитель В. И. Соловьев. — М.: ГУУ, 2009.
- Самоявчева М. В. Исследование влияния отношения инвестора к риску на оптимальные стратегии опционного хеджирования: Автореферат дисс. … канд. экон. наук: Специальность 08.00.13 «Математические и инструментальные методы экономики»: Научный руководитель В. И. Соловьев. — М.: ГУУ, 2007.

## Награды
- 2005 — премия «Грант Москвы в области наук и технологий в сфере образования» по разделу «Математика» (за цикл работ по оптимальному управлению диффузией инноваций в пространственно-неоднородной экономике);
- 2009 — грант Президента Российской Федерации для государственной поддержки молодых российских учёных — кандидатов наук по разделу «Общественные и гуманитарные науки» (тема научно-исследовательской работы: «Моделирование взаимодействия участников рынка информационных технологий»)[35];
- 2010 — третья премия имени профессора Б. Л. Овсиевича за разработку комплекса экономико-математических моделей рынка программного обеспечения)[36];
- 2014 — премия «Проект года» Официального портала ИТ-директоров России Global CIO (за проект «Консолидация, модернизация и виртуализация ИТ-инфраструктуры как основа для внедрения новых образовательных технологий»)[46];
- 2015 — премия «Проект года» Официального портала ИТ-директоров России Global CIO (за проект «Интеграция информационных систем поддержки учебного процесса»)[47];
- 2016 — премия «Проект года» Официального портала ИТ-директоров России Global CIO (за проект «Разработка и внедрение в учебный процесс обучающего компьютерного симулятора „Управление корпорацией“»)[48];
- 2016 — премия ректора Финансового университета[49];
- 2016 — премия CEEMAN Champion Award Ассоциации развития менеджмента CEEMAN (в категории «Institutional Management»)[50];
- 2017 — книжная премия «Золотой фонд» (за учебное пособие «Финансовая математика» в номинации «Признанный лидер»)[51];
- 2018 — премия «Проект года» Официального портала ИТ-директоров России Global CIO (за проект «Интеллектуальная система мониторинга вовлечённости студентов на основе анализа видеопотоков из аудиторий»)[48];
- 2018 — книжная премия «Золотой фонд» (за учебник «Анализ данных в экономике. Теория вероятностей, прикладная статистика, обработка и визуализация данных в Microsoft Excel» в номинации «Признанный лидер»)[52];
- 2019 — Почётная грамота Министерства науки и высшего образования Российской Федерации (за значительные заслуги в сфере образования и многолетний добросовестный труд)[53];
- 2019 — общественная премия «Экономическая книга года» Вольного экономического общества России и Международного Союза экономистов (за монографию «Парадигмы цифровой экономики: Технологии искусственного интеллекта в финансах и финтехе» из четырехтомника «Новая парадигма общественного развития в условиях цифровой экономики»)[54];
- 2020 — премия ректора Финансового университета[55].

## Общественная деятельность
- В 1994—1995 годах — вице-президент по учебно-научной работе Студенческого союза Московского государственного университета;
- В 1994—1995 годах — член Учёного совета факультета вычислительной математики и кибернетики МГУ;
- В 1994—1995 годах — секретарь по международным связям Совета студентов и аспирантов факультета вычислительной математики и кибернетики МГУ;
- В 2000—2004 годах — член редакционной коллегии журнала «Вестник университета / Государственный университет управления»;
- В 2003—2008 годах — член Оргкомитета Всероссийских студенческих олимпиад по теории вероятностей и математической статистике;
- В 2011—2022 годах — член Учёного совета Финансового университета при Правительстве Российской Федерации (в 2013—2016 годах — член президиума Учёного совета Финансового университета, в 2012—2014 годах — председатель Учёного совета факультета прикладной математики и информационных технологий, в 2021—2022 годах — председатель Учёного совета факультета информационных технологий и анализа больших данных Финуниверситета);
- С 2011 года — член редакционной коллегии журнала «Annales Universitatis Apulensis, Series Oeconomica» (Румыния)[56];
- С 2012 года — член диссертационного совета Д 505.001.03, в 2016—2019 годах — председатель диссертационного совета Д 505.001.03 по специальностям «Бухгалтерский учёт, статистика» и «Математические и инструментальные методы экономики» при Финансовом университете, с 2019 года — председатель диссертационного совета Финансового университета Д 505.001.111 по специальности «Математические, статистические и инструментальные методы экономики»[57],[58],[59],[60];
- С 2012 года — член Российского союза ИТ-директоров (в 2016—2017 годах — член правления, председатель комитета по международному сотрудничеству Российского союза ИТ-директоров);
- С 2012 года — член Научного совета по экономическим проблемам интеллектуальной собственности при Отделении общественных наук Российской академии наук;
- С 2012 года — член-корреспондент Российской академии естественных наук;
- С 2013 года — аккредитованный эксперт Федерального реестра экспертов научно-технической сферы;
- В 2013—2016 годах — эксперт Профессиональной экспертной сети Expinet;
- В 2014—2016 годах — член консультационного совета корпорации IDC;
- В 2015—2016 годах — член экспертного совета itSMF России;
- С 2017 года — член редакционной коллегии журнала «Управленческие науки»;
- С 2017 года — член редакционного совета журнала «Цифровая экономика»;
- С 2021 года — член редакционной коллегии журнала «Agronomy».